# ساون‌لینا
ساوُن‌لینّا (سوئدی: Nyslott) یکی از شهرهای فنلاند است.

## نگارخانه

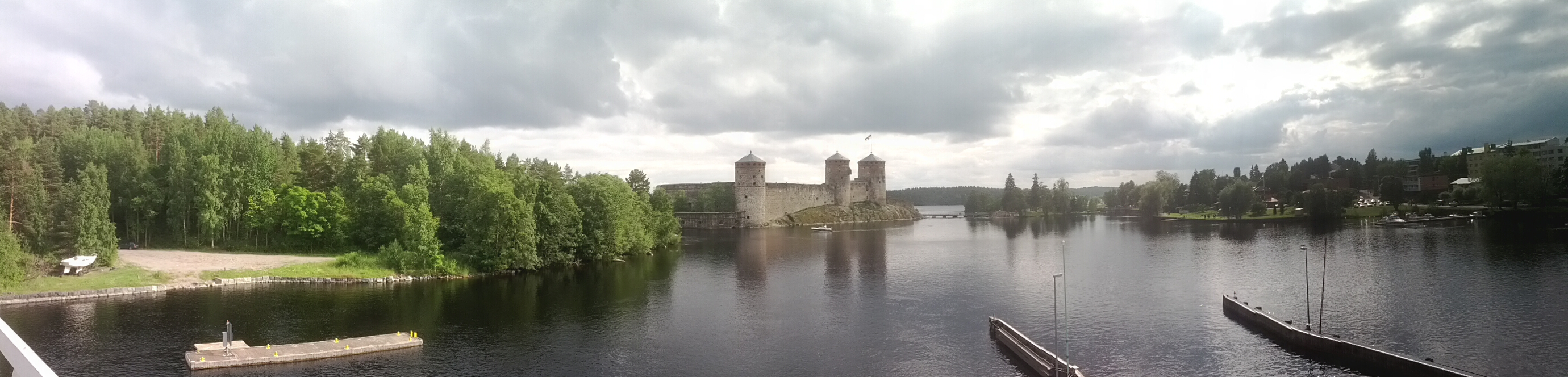
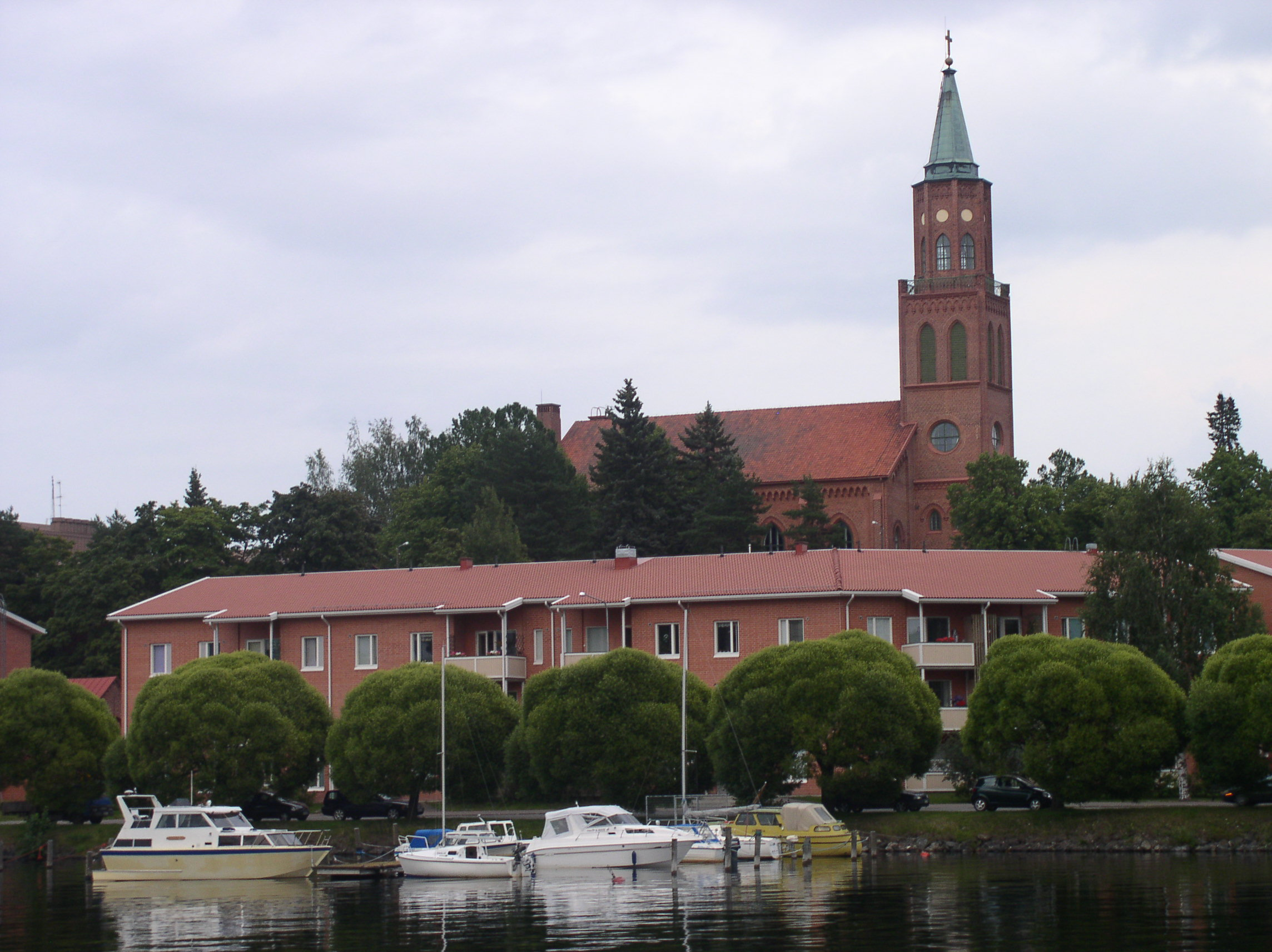
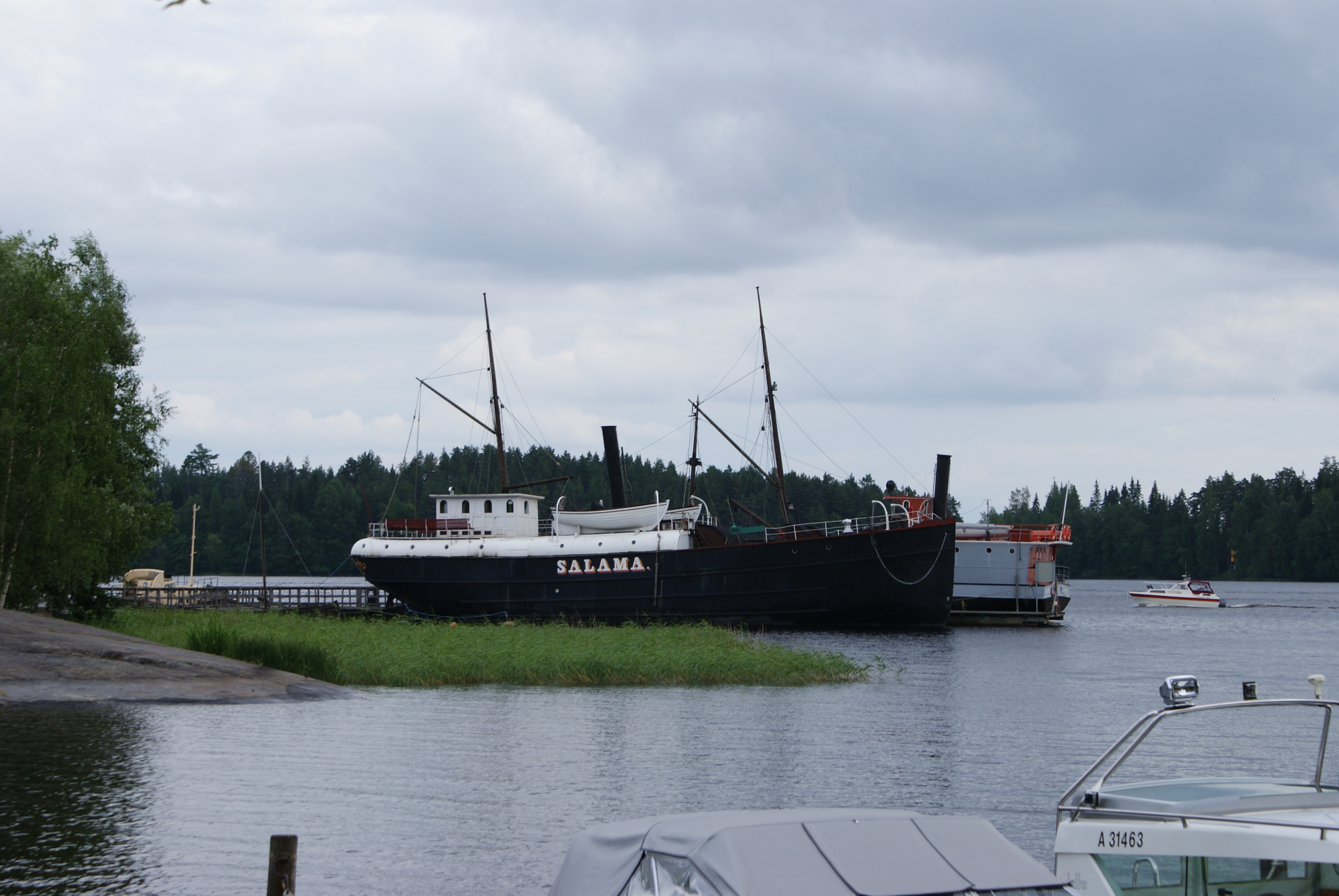
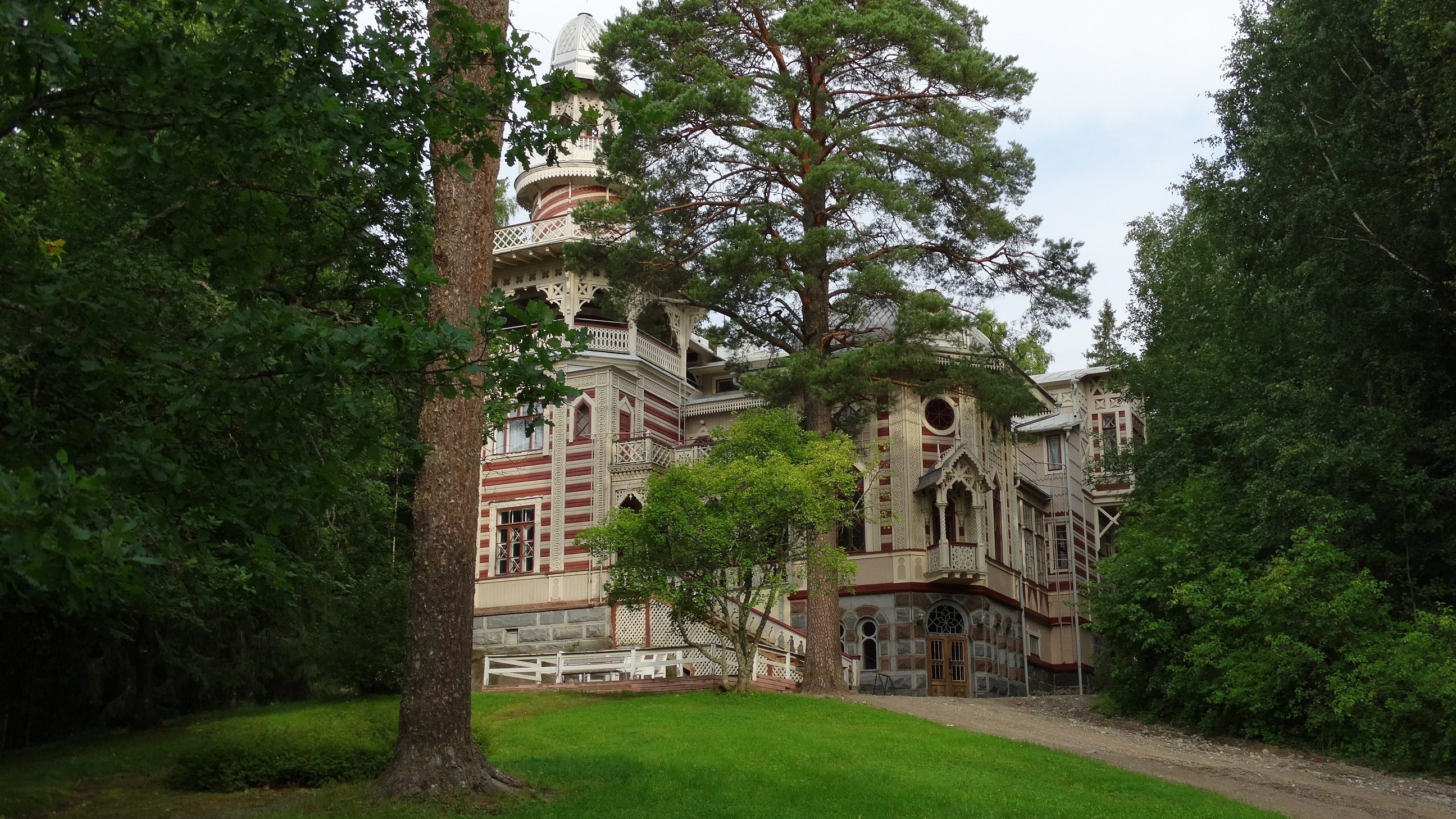
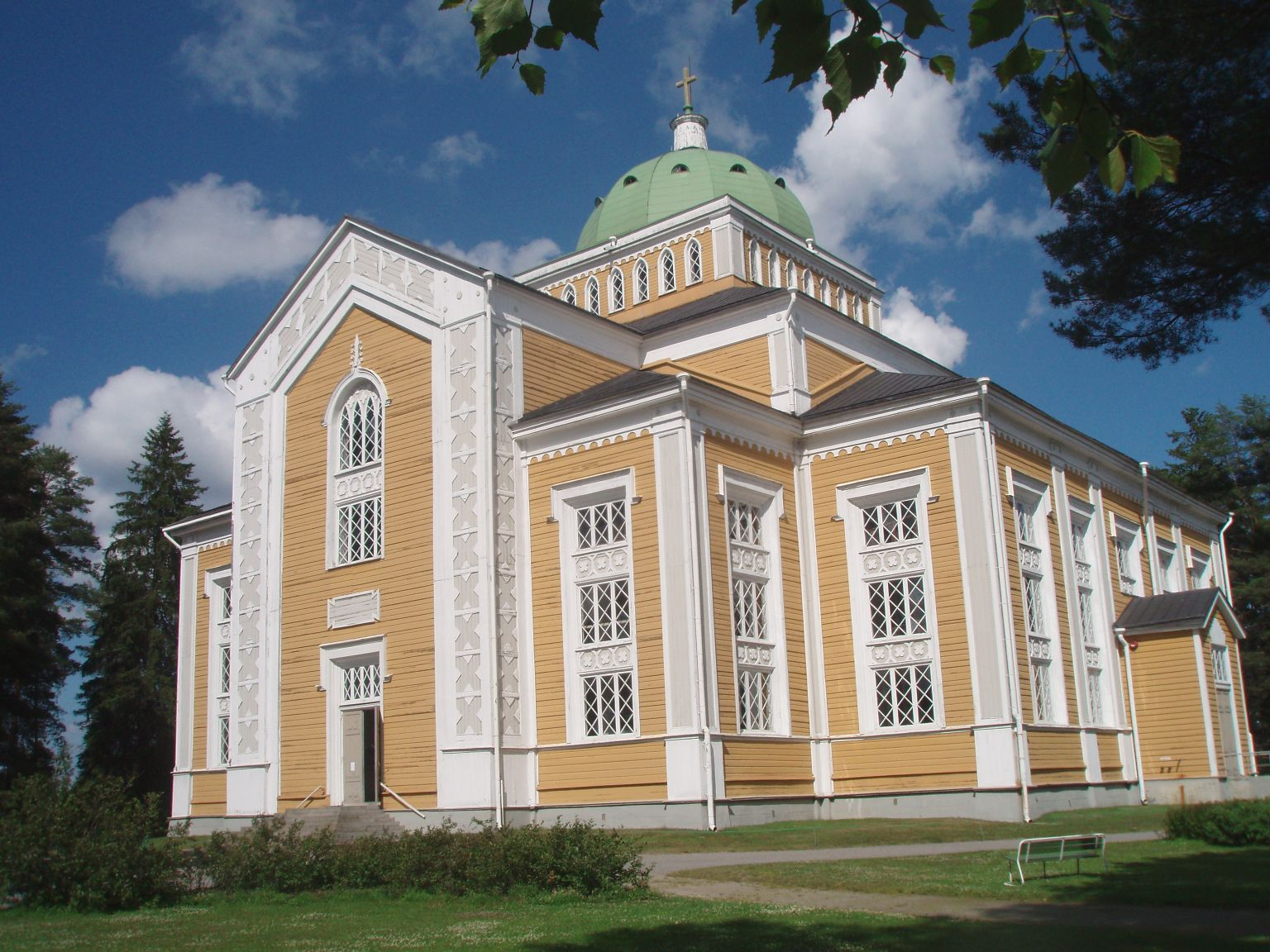
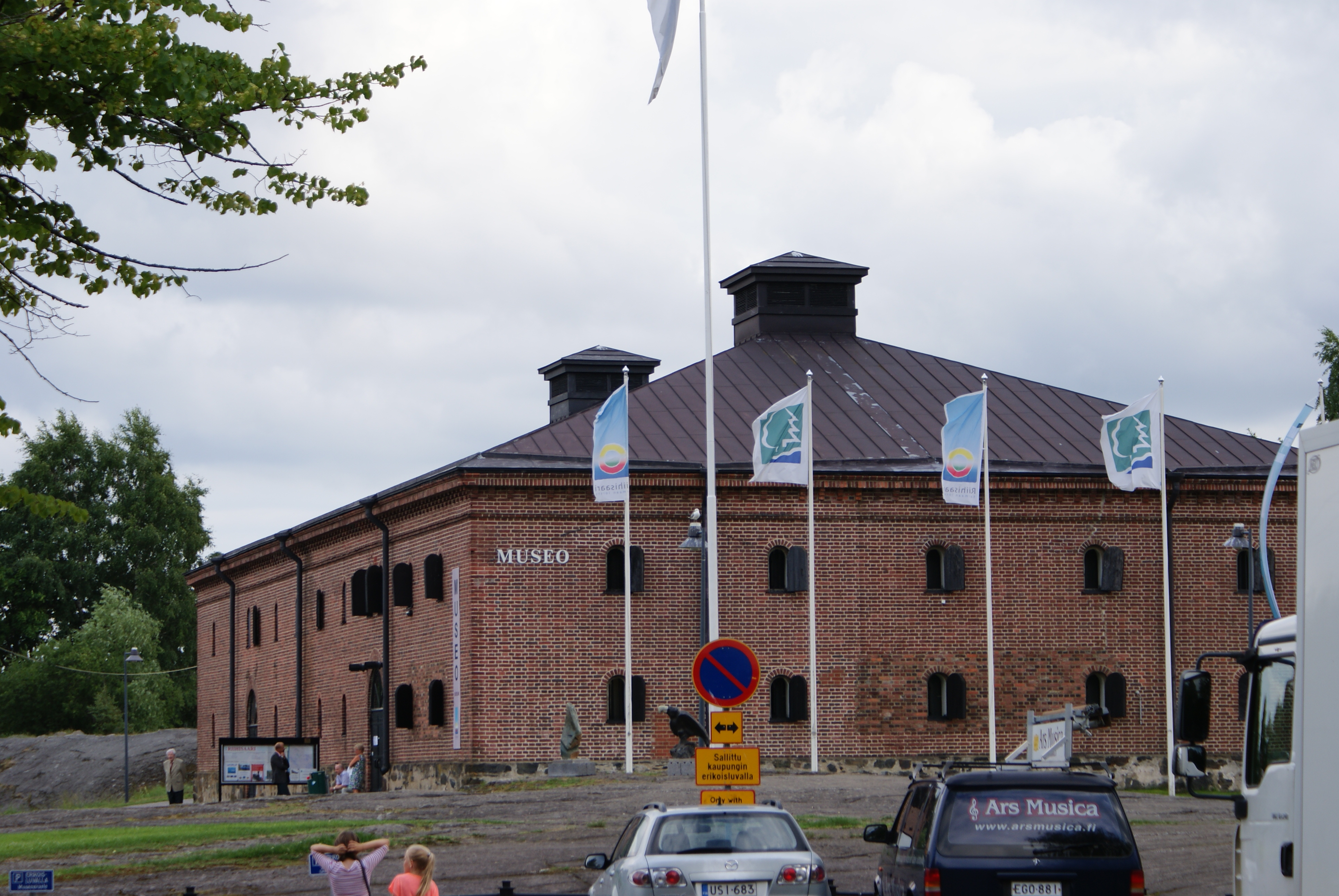
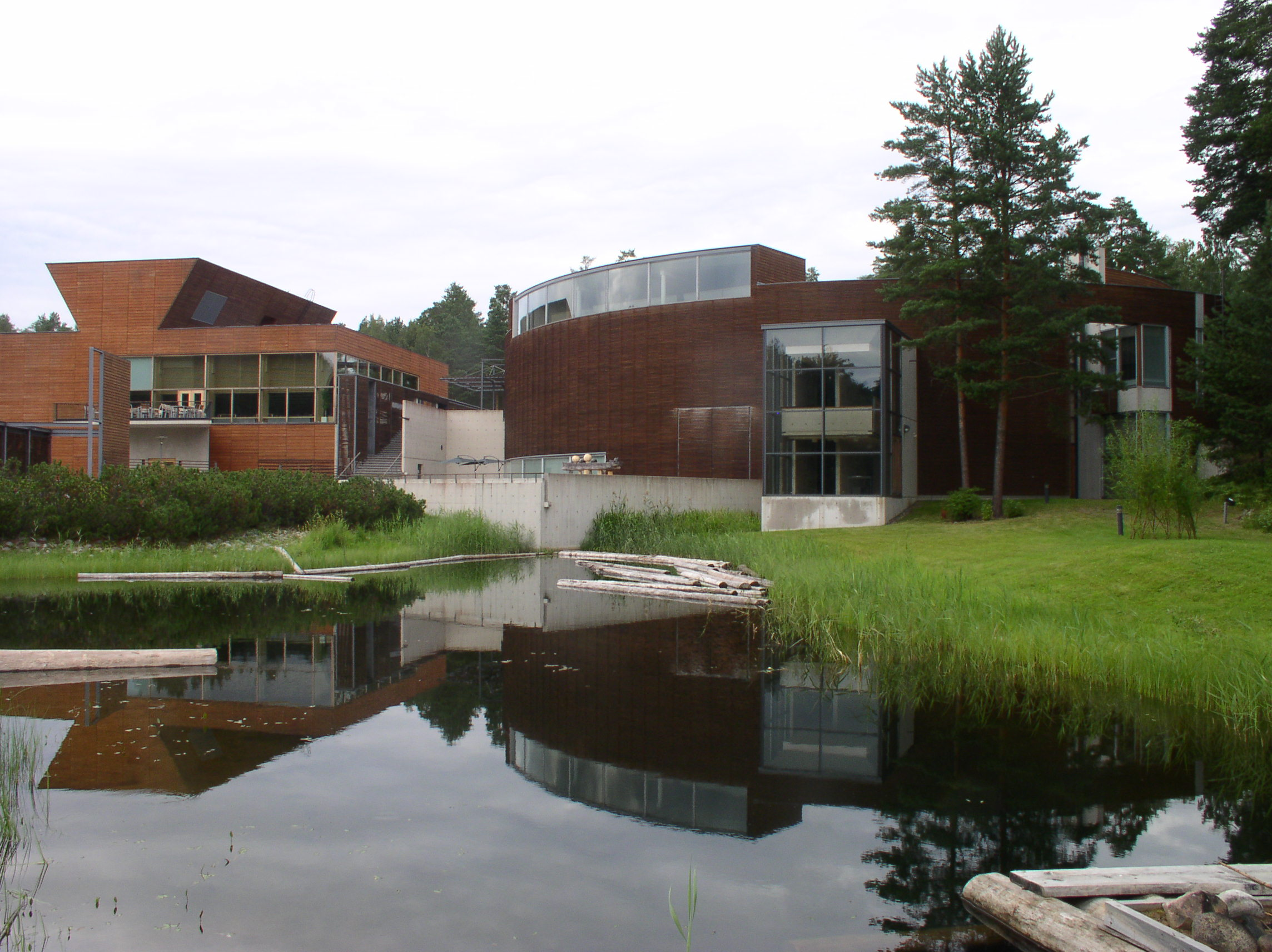
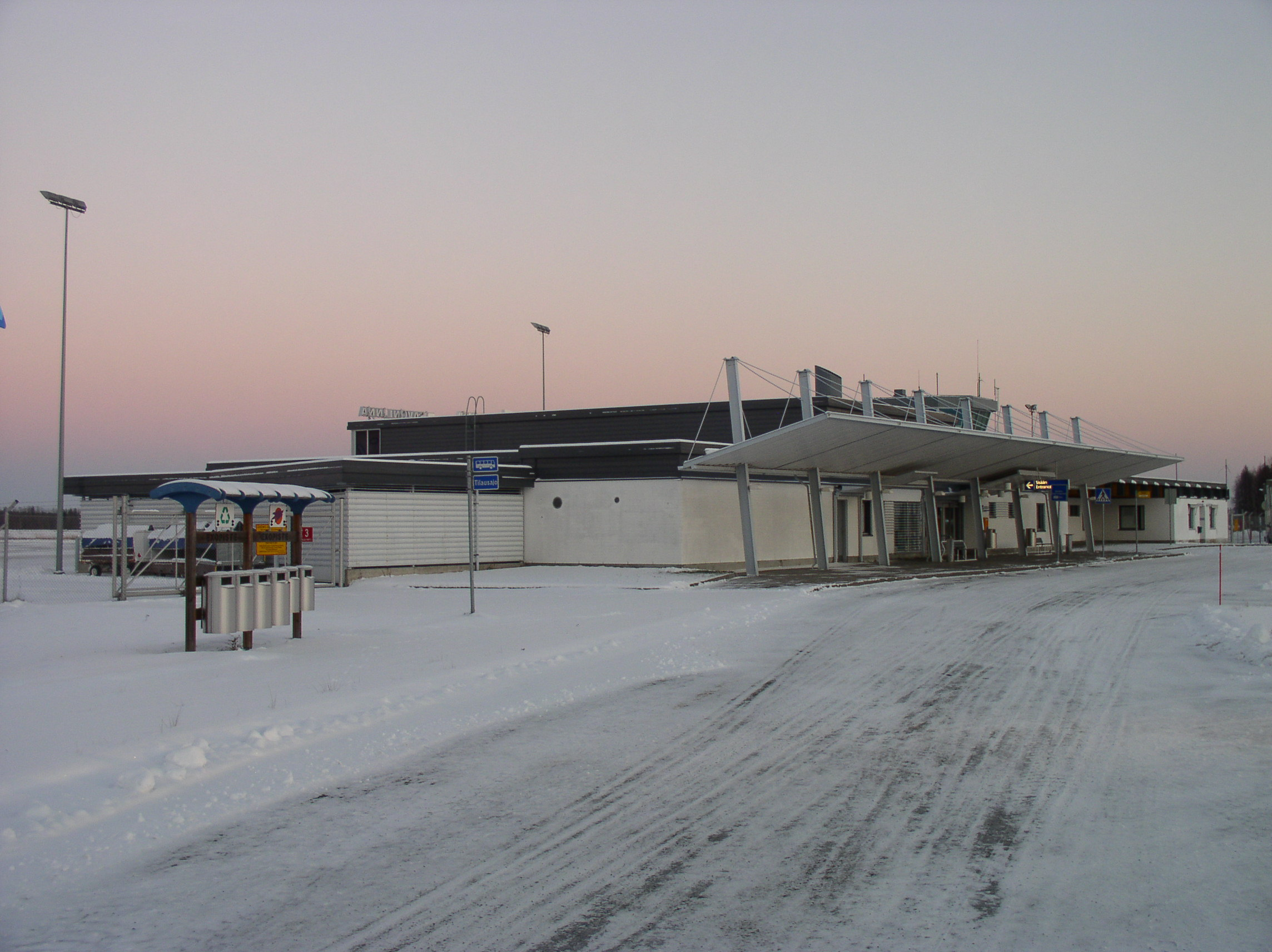
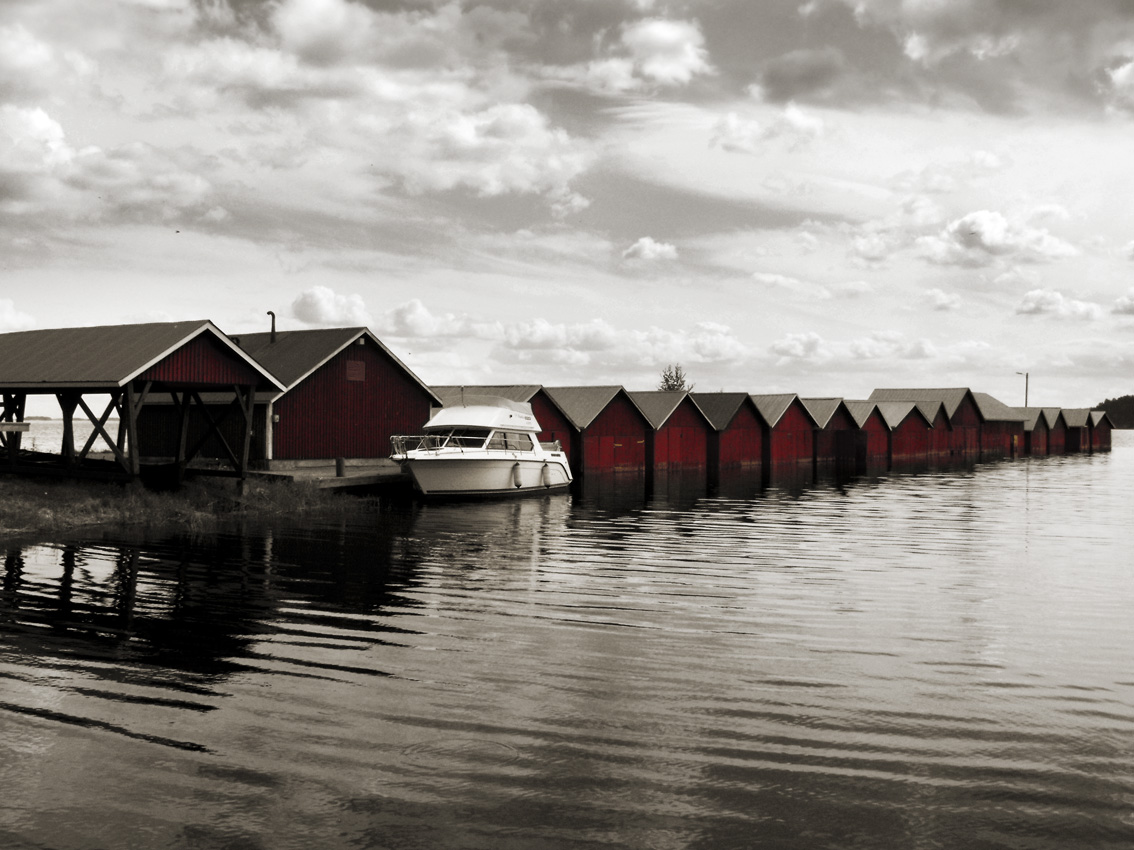